# Arthur Mills Lea
Arthur Mills Lea est un entomologiste australien, né le 10 août 1868 à Sydney et mort le 29 février 1932 à Adélaïde.
Il est assistant entomologiste pour le ministère de l’Agriculture à Sydney en 1892. De 1895 à 1898, il est entomologiste pour le gouvernement de l’Australie de l’Ouest puis, de 1899 à 1911 pour celui de la Tasmanie. Enfin, de 1911 à sa mort, il est entomologiste pour le muséum d’Adélaïde tout en continuant une mission de consultant pour le ministère de l’Agriculture. De 1912 à 1924, il donne des cours à l’université d’Adelaïde. Il intervient comme expert en entomologie appliquée pour le compte du gouvernement des îles Fidji. Il récolte des spécimens en Australie et dans différentes îles de la région notamment en Nouvelle-Calédonie.

## Source
- Notices d'autorité :   - VIAF
  - ISNI
  - IdRef
  - Pays-Bas
  - NUKAT
  - Australie
  - Norvège
- Anthony Musgrave, Bibliography of Australian Entomology, 1775-1930, with biographical notes on authors and collectors, Royal Zoological Society of New South Wales (Sydney) : viii + 380, 1932.

Lea est l’abréviation habituelle de Arthur Mills Lea en zoologie.

Consulter la liste des abréviations d'auteur en zoologie ou la liste des taxons zoologiques assignés à cet auteur par ZooBank